# رجنلد بیرکت
رجنلد بیرکت (به انگلیسی: Reginald Birkett) بازیکن فوتبال زادهٔ ۲۸ مارس ۱۸۴۹ اهل انگلستان بود که سابقهٔ بازی در تیم ملی فوتبال انگلستان را در کارنامهٔ خود دارد. وی در تاریخ ۵ آوریل ۱۸۷۹ تنها بازی ملی خود را در مقابل تیم ملی فوتبال اسکاتلند انجام داد.